# Parantheopsis cruentata
Parantheopsis cruentata är en havsanemonart som först beskrevs av Couthouy in Dana 1846.  Parantheopsis cruentata ingår i släktet Parantheopsis och familjen Actiniidae. Inga underarter finns listade i Catalogue of Life.